# St. Norbert (Halle)

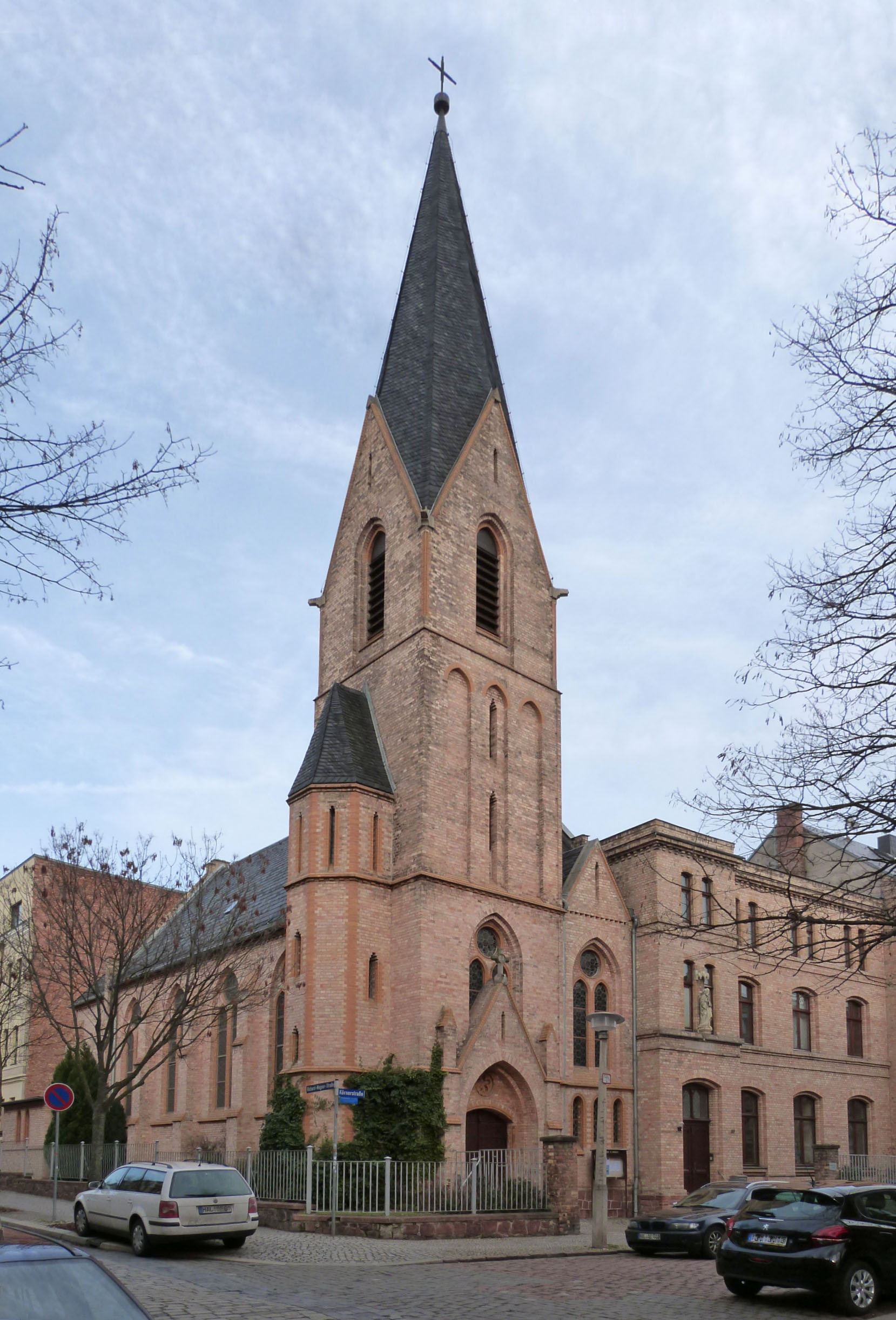
St. Norbert in Halle (Saale)

Sankt Norbert ist eine römisch-katholische Kirche in Halle (Saale) in Sachsen-Anhalt, die 1890–1891 im neugotischen Stil im damals noch selbständigen Ort Giebichenstein gebaut wurde und unter Denkmalschutz steht. Im Denkmalverzeichnis der Stadt Halle ist sie unter der Erfassungsnummer 094 05073 verzeichnet.

## Geschichte

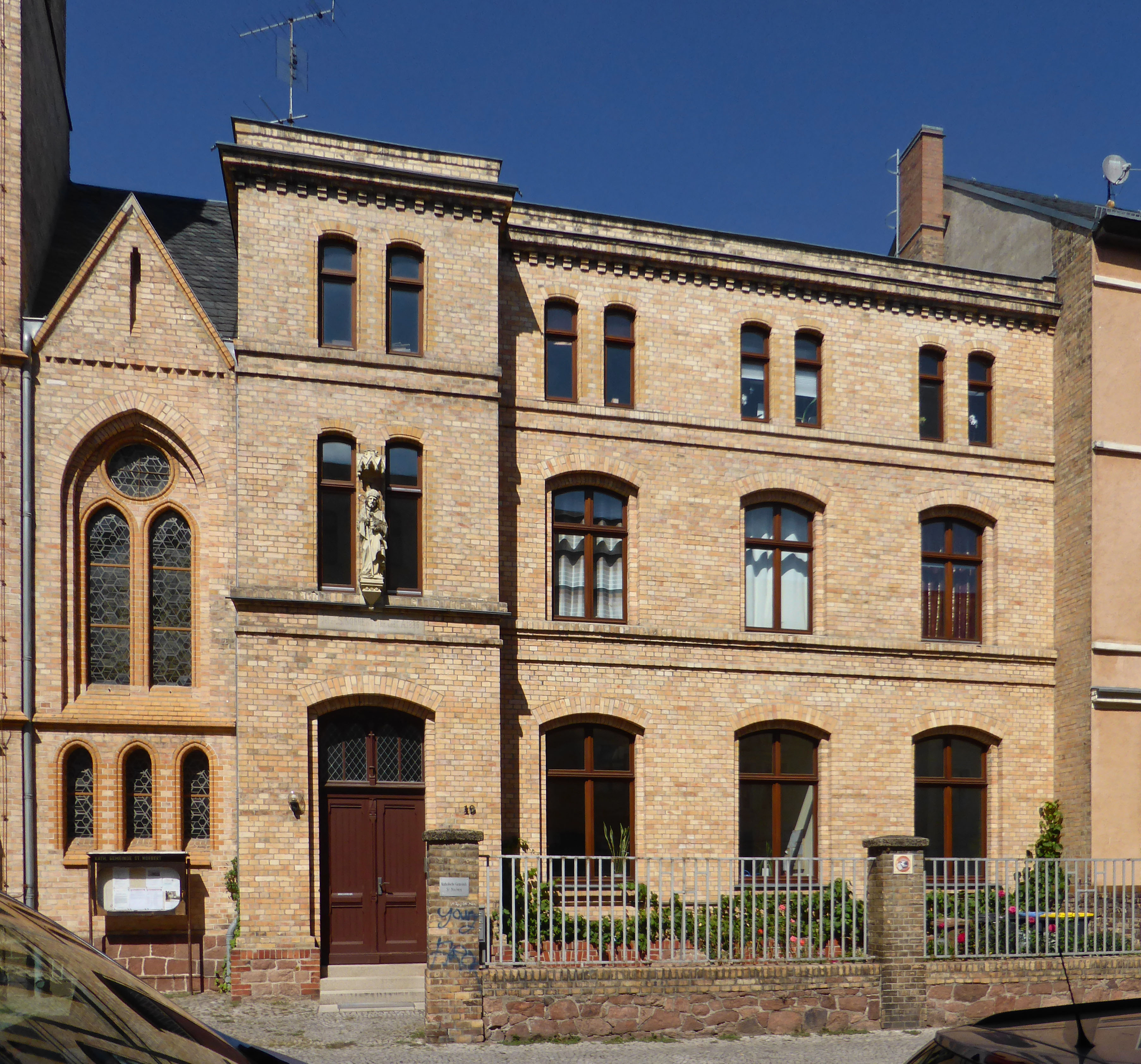
Ehemalige St.-Norbert-Schule

Im Jahr 1886 wurde im Amtsdorf Giebichenstein die Missionsschule St. Norbert gegründet, da die Stadt Halle aus Kostengründen den auswärtigen Kindern den Besuch der katholischen Stadtschule nicht mehr gestattete. Ein Kapellenraum für die Gottesdienste wurde im 2. Obergeschoss des an der Augustastraße (heute nach Theodor Körner Körnerstraße genannt) gelegenen Schulgebäudes eingerichtet. Mit der Errichtung der Schule entwickelte sich unter den katholischen Christen nördlich von Halle ein Gemeindebewusstsein, das den Wunsch nach einer eigenen Kirche hervorrief.
Der hallesche Architekt Kretzke (nach anderer Quelle Kreke) entwarf vier Jahre später den ersten katholischen Kirchenneubau nach der Reformation im heutigen Halle, der neben der Schule an der Ecke zur Schmelzerstraße (heute Richard-Wagner-Straße) errichtet werden sollte. Die Grundsteinlegung erfolgte am 19. März 1890; ein Jahr später war die Kirche bereits fertiggestellt.
Am 7. April 1891 erhielt die Kirche ihre Benediktion, von da an hatte die Kirche mit Missionsvikar Wilhelm Wolff, der zuvor als Kaplan an der St.-Katharinen-Kirche in Halberstadt tätig war, ihren ersten Geistlichen, der bis November 1893 blieb. Mit ihm wurde die katholische Kirchengemeinde Giebichenstein begründet, von 1891 an wurden in Giebichenstein auch katholische Kirchenbücher geführt. Am 6. Juli 1893 folgte die bischöfliche Konsekration der St.-Norbert-Kirche durch Hubert Theophil Simar, den Bischof des Bistums Paderborn, zu dem Giebichenstein damals gehörte.
Eine Sandsteinfigur des Heiligen Norbert von Xanten, dem Schutzpatron der Kirche und der Schule, aus dem Jahre 1890 befindet sich über dem Portal der ehemaligen Schule, die seit 1914 als Pfarrhaus diente.
Am 1. Juli 1913 wurde die St.-Norbert-Gemeinde zur selbständigen Pfarrei erhoben, zuvor gehörte sie als Vikarie zur Pfarrei St. Franziskus und Elisabeth in Halle. Damals gehörten zur Pfarrei St. Norbert rund 1.100 Katholiken, Albert Nolte war ihr erster Pfarrer.
Das Preußenkonkordat vom 14. April 1929, durch die Bulle Pastoralis officii nostri vom 13. August 1930 in Vollzug gesetzt, errichtete die Mitteldeutsche Kirchenprovinz. Infolgedessen kam der vom Geistlichen Gericht Erfurt abgetrennte Regierungsbezirk Merseburg mit den Dekanaten Eisleben, Halle/Saale und Wittenberg an das nunmehrige Erzbischöfliche Kommissariat Magdeburg. Zum Dekanat Halle/Saale gehörte damals auch die Pfarrei St. Norbert.
Im Zuge der Flucht und Vertreibung Deutscher aus Mittel- und Osteuropa 1945–1950 vergrößerte sich die Zahl der Katholiken auf rund 5.000. Sie nahm in der DDR im Laufe der Zeit wieder erheblich ab.
Eine grundlegende Renovierung der Kirche erfolgte 1988.
Seit 2004 ist an der Kirche kein ortsansässiger Priester mehr tätig, die Kirche wurde seitdem vom Pfarrer der Heilig-Kreuz-Kirche betreut.
Am 1. März 2006 wurde der Gemeindeverbund „Heilig Kreuz – St. Norbert – Halle-Dölau – Löbejün – Ostrau – Wettin – Zappendorf“ („Halle Nord“) gegründet, zu dem von da an die St.-Norbert-Kirche gehörte. Damals war die Pfarrei St. Norbert mit ihren rund 1.600 Katholiken die an Mitgliedern größte Kirchengemeinde des Gemeindeverbundes.
Am 21. Juni 2009 entstand aus dem Gemeindeverbund die Pfarrei „Halle-Nord“, die seit dem 13. November 2014 ihren heutigen Namen „Carl Lampert“ trägt. Die Pfarrei gehört zum Dekanat Halle (Saale) im Bistum Magdeburg, zu ihr gehören außer der St.-Norbert-Kirche auch die Kirchen Heilig Kreuz in Halle und Maria Königin in Halle-Dölau sowie St. Joseph in Löbejün, St. Michael in Ostrau, St. Petrus in Wettin und St. Elisabeth in Zappendorf.

## Architektur und Ausstattung

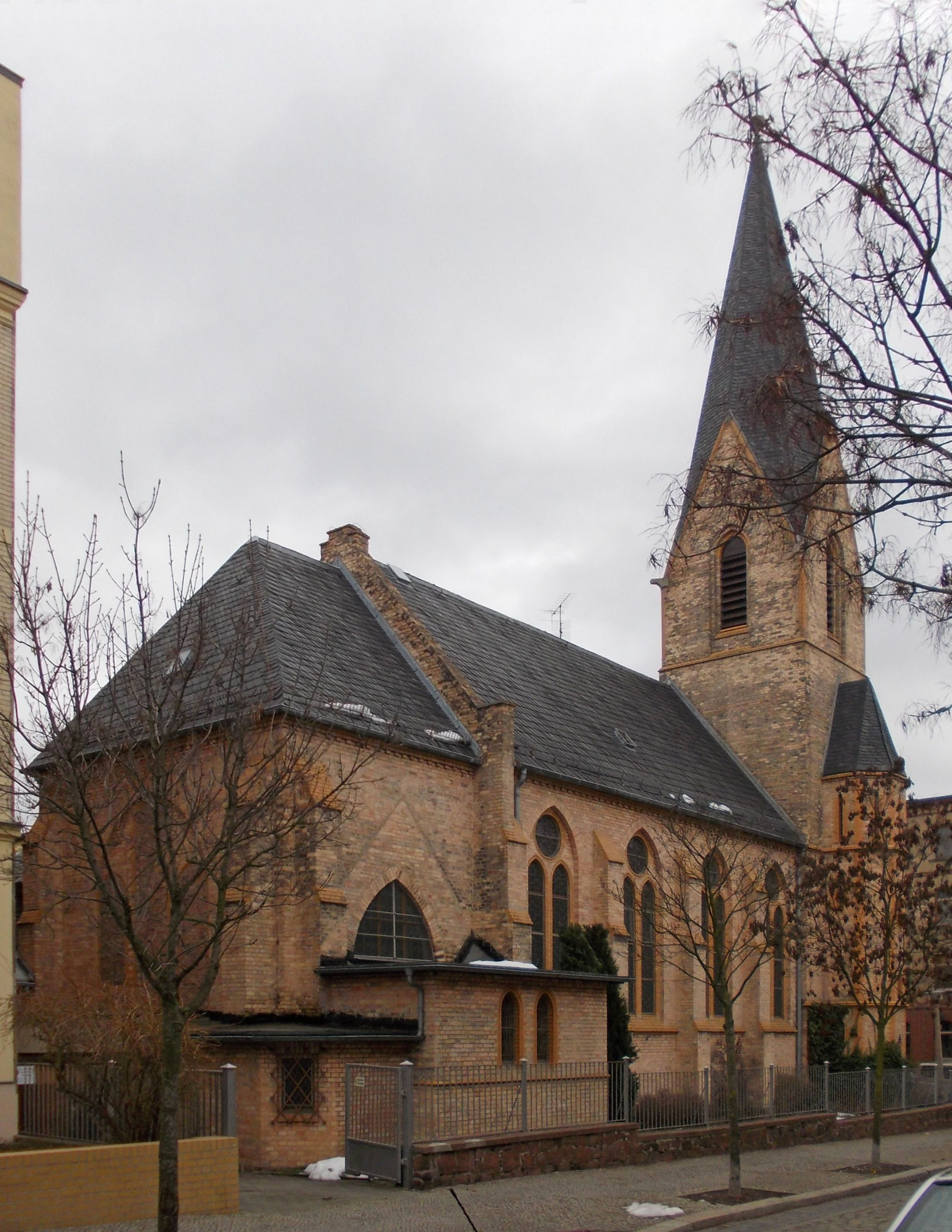
Ansicht von Nordwesten

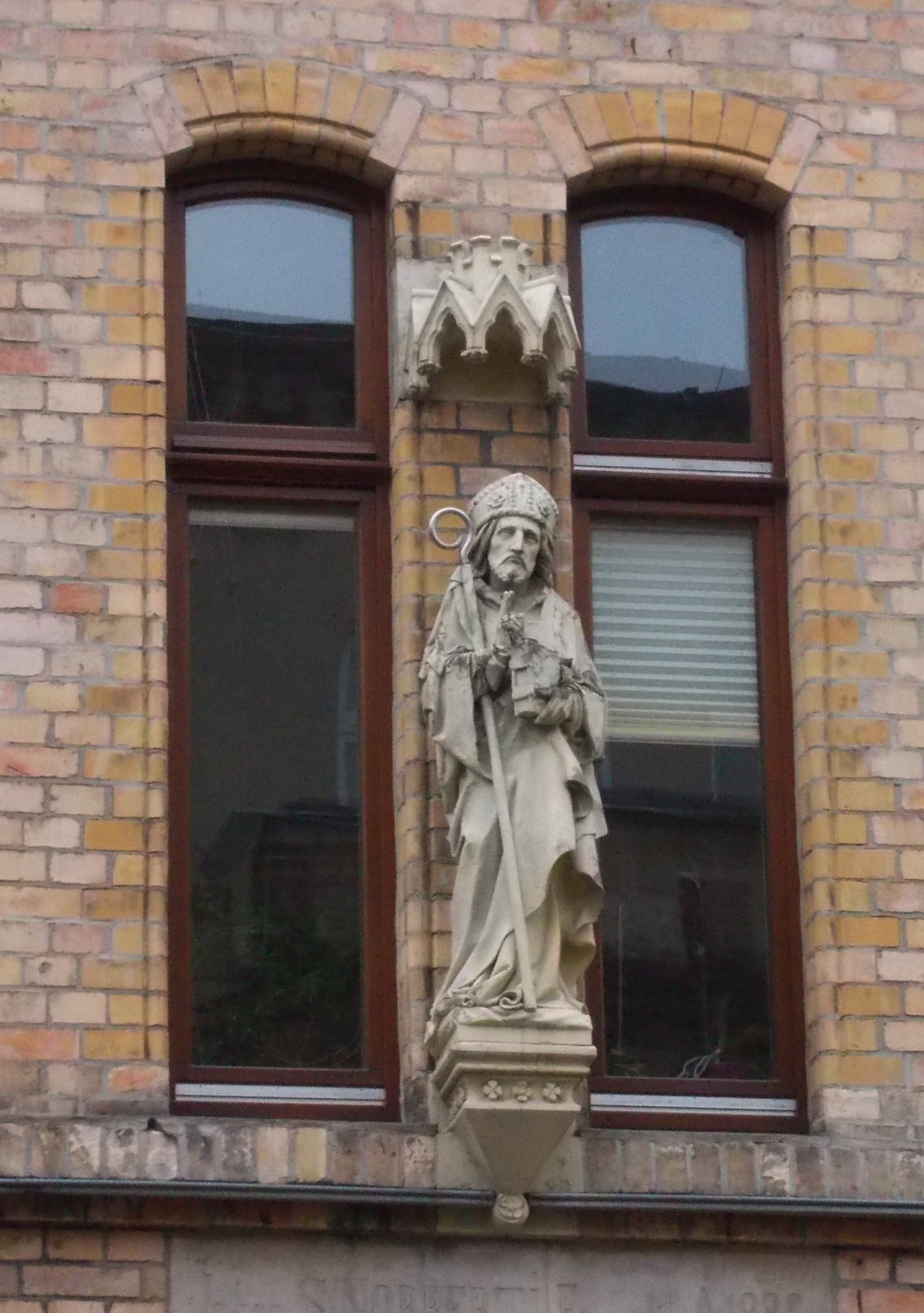
Statue des Hl. Norbert an der ehemaligen Schule

Bei der auf dem Eckgrundstück Körnerstraße 19 (Ecke Richard-Wagner-Straße) stehenden Kirche, die links an das Schulgebäude angefügt wurde, handelt es sich um eine zweischiffige Hallenkirche aus gelbem Backstein in schlichten neugotischen Formen mit geradem Chorabschluss und einer 1938 angefügten Sakristei.
Das Kircheninnere mit flacher Holzbalkendecke und Kreuzrippengewölbe wurde mehrmals verändert. 1934 wurde die üppige neogotische Ausgestaltung mit Wandmalereien zugunsten einer größeren Schlichtheit zum großen Teil entfernt. Nach Kriegszerstörung der drei hohen Fenster im Chorabschluss wurden diese vermauert. Seit 1964 befindet sich hier ein großes Putzmosaik mit der Wiederkunft Christi von dem halleschen Künstler Meinolf Splett.
Altarkreuz und Tabernakel wie auch die Monstranz wurden 1934 in der damaligen Kunstgewerbeschule Burg Giebichenstein gefertigt. Rechts vom Altarraum steht eine Marien-Statue aus Lindenholz, geschaffen 1947 von Fritz Leweke nach dem Vorbild einer spätmittelalterlichen Muttergottes-Figur aus dem Rothenschirmbacher Altar. Den Kreuzweg – Holztafeln, Öl auf Blattgold – schuf 1945 Gisela Leweke-Weyde.
Am Mittelpfeiler der Orgelempore steht eine Statue des heiligen Norbert, unter der sich ein Reliquienschrein in Emaille von 1959 mit Reliquien des Heiligen befindet, die im 18. Jahrhundert aus dem Kloster Strahov bei Prag hierher gelangten.
Die mechanische Sauer-Orgel mit zwölf Registern, zwei Manualen und Pedal wurde 1989 eingebaut; sie ist das 2230. Werk der Firma. Auf dem Dachboden befindet sich noch die nicht mehr spielbare Vorgängerorgel, eine Dachbodenorgel von 1927, geschaffen von Anton Feith aus Paderborn mit 22 Registern. Die erste Orgel der Kirche war eine Orgel von Friedrich Petersilie in Langensalza mit zwölf Registern auf zwei Manualen und Pedal gewesen.
Der Turm trägt drei Glocken der Firma Schilling aus Apolda, gegossen in den 1960er Jahren.